# Schieoevers
Schieoevers is een bedrijventerrein in Delft, in de Nederlandse provincie Zuid-Holland, gelegen in de wijk Schieweg ten westen van de Schie, en in de wijken Wippolder en Ruiven aan de oostkant.